# Avenida Central (línea de la Avenida Myrtle)
La Avenida Central es una estación en la línea de la Avenida Myrtle del Metro de Nueva York de la división B del Brooklyn–Manhattan Transit Corporation. La estación se encuentra localizada en Bushwick, Brooklyn entre la Calle Cedar y la Avenida Myrtle y cerca de la Avenida Central y la Avenida DeKalb. La estación es servida en varios horarios por los trenes del Servicio .